# Llista de topònims de Pals
Llista de topònims (noms propis de lloc) del municipi de Pals, al Baix Empordà
Informació actualitzada per un bot. Els canvis manuals es perdran quan s'actualitzi!

## cabana
| imatge | Nom                   | Ubicat a | instància de | Detalls | coordenades                                                         | Protecció | Commons (més fotos) | Dades a WD                    |
| ------ | --------------------- | -------- | ------------ | ------- | ------------------------------------------------------------------- | --------- | ------------------- | ----------------------------- |
|        | barraca d'en Nàsio    | Pals     | cabana       |         | 42° 00′ 07″ N, 3° 09′ 36″ E / 42.0019220188804°N,3.15997074834211°E |           |                     | Modifica les dades a Wikidata |
|        | barraca d'en Quaranta | Pals     | cabana       |         | 42° 00′ 15″ N, 3° 10′ 39″ E / 42.004120826092°N,3.17754610656364°E  |           |                     | Modifica les dades a Wikidata |

## casa
| imatge | Nom                    | Ubicat a | instància de | Detalls                           | coordenades                                                                | Protecció                                  | Commons (més fotos)            | Dades a WD                    |
| ------ | ---------------------- | -------- | ------------ | --------------------------------- | -------------------------------------------------------------------------- | ------------------------------------------ | ------------------------------ | ----------------------------- |
|        | Antiga Casa de la Vila | Pals     | casa         |                                   | 41° 58′ 16″ N, 3° 08′ 42″ E / 41.971235°N,3.144922°E                       | bé integrant del patrimoni cultural català | Antiga casa de la Vila de Pals | Modifica les dades a Wikidata |
|        | Casa Pi i Figueres     | Pals     | casa         | Estil: historicisme arquitectònic | 41° 58′ 19″ N, 3° 08′ 39″ E / 41.971961°N,3.144266°E                       | bé integrant del patrimoni cultural català | Casa Pi i Figueres (Pals)      | Modifica les dades a Wikidata |
|        | casa al Carrer Creu, 2 | Pals     | casa         | Estil: gòtic tardà 14th century   | 41° 58′ 15″ N, 3° 08′ 41″ E / 41.970875°N,3.144613°E ca:C. Creu, 2 37 msnm | bé integrant del patrimoni cultural català | Casa al carrer Creu, 2 (Pals)  | Modifica les dades a Wikidata |

## edifici
| imatge | Nom                                | Ubicat a | instància de  | Detalls | coordenades                                                                              | Protecció                                  | Commons (més fotos)        | Dades a WD                    |
| ------ | ---------------------------------- | -------- | ------------- | ------- | ---------------------------------------------------------------------------------------- | ------------------------------------------ | -------------------------- | ----------------------------- |
|        | Apartaments Golf                   | Pals     | edifici       |         | 41° 59′ 50″ N, 3° 11′ 52″ E / 41.9972604986494°N,3.19789621248356°E                      |                                            |                            | Modifica les dades a Wikidata |
|        | Can Pou de ses Garites             | Pals     | edifici       |         |                                                                                          | bé cultural d'interès local                |                            | Modifica les dades a Wikidata |
|        | Grup d'apartaments al Golf de Pals | Pals     | edifici       |         |                                                                                          | bé integrant del patrimoni cultural català |                            | Modifica les dades a Wikidata |
|        | Instal·lacions de Ràdio Liberty    | Pals     | edifici       |         | 41° 59′ 11″ N, 3° 12′ 04″ E / 41.9864°N,3.2012°E                                         | bé cultural d'interès local                | Radio Liberty Pals Station | Modifica les dades a Wikidata |
|        | la Casa Nova                       | Pals     | edifici masia |         | 41° 59′ 44″ N, 3° 10′ 44″ E / 41.9956793127214°N,3.17900773240358°E ca:Barri Bernagar, 9 | bé integrant del patrimoni cultural català |                            | Modifica les dades a Wikidata |

## entitat singular de població
| imatge | Nom                    | Ubicat a | instància de                                                                   | Detalls  | coordenades                                                                 | Protecció | Commons (més fotos) | Dades a WD                    |
| ------ | ---------------------- | -------- | ------------------------------------------------------------------------------ | -------- | --------------------------------------------------------------------------- | --------- | ------------------- | ----------------------------- |
|        | Pals                   | Pals     | entitat singular de població ens local històric de Catalunya capital municipal | 1089 hab | 41° 58′ 16″ N, 3° 08′ 53″ E / 41.97102°N,3.14814°E 52 msnm                  |           |                     | Modifica les dades a Wikidata |
|        | Palsmar                | Pals     | entitat singular de població                                                   | 49 hab   | 41° 59′ 06″ N, 3° 11′ 49″ E / 41.9849497879601°N,3.19707341257106°E 14 msnm |           |                     | Modifica les dades a Wikidata |
|        | Puigsaguilla           | Pals     | entitat singular de població                                                   | 28 hab   | 41° 59′ 16″ N, 3° 11′ 39″ E / 41.98767724°N,3.194266112°E 18 msnm           |           |                     | Modifica les dades a Wikidata |
|        | Puigvermell            | Pals     | entitat singular de població                                                   | 47 hab   | 41° 58′ 42″ N, 3° 12′ 02″ E / 41.978202°N,3.2005°E 50 msnm                  |           |                     | Modifica les dades a Wikidata |
|        | Residencial dels Masos | Pals     | entitat singular de població                                                   | 95 hab   | 41° 58′ 49″ N, 3° 10′ 15″ E / 41.98022953°N,3.17088721°E 58 msnm            |           |                     | Modifica les dades a Wikidata |
|        | el Mas Tomasí          | Pals     | entitat singular de població                                                   | 255 hab  | 41° 58′ 39″ N, 3° 10′ 17″ E / 41.977555868012°N,3.1714803879412°E 94 msnm   |           |                     | Modifica les dades a Wikidata |
|        | els Arenals de Mar     | Pals     | entitat singular de població                                                   | 218 hab  | 41° 59′ 49″ N, 3° 11′ 51″ E / 41.996851°N,3.197474°E 3 msnm                 |           |                     | Modifica les dades a Wikidata |
|        | els Masos de Pals      | Pals     | entitat singular de població                                                   | 675 hab  | 41° 58′ 59″ N, 3° 10′ 17″ E / 41.982959811367°N,3.1714948874535°E 38 msnm   |           |                     | Modifica les dades a Wikidata |
|        | la Pineda de Pals      | Pals     | entitat singular de població                                                   | 123 hab  | 41° 58′ 52″ N, 3° 11′ 42″ E / 41.981185°N,3.195077°E 50 msnm                |           |                     | Modifica les dades a Wikidata |
|        | sa Punta               | Pals     | entitat singular de població                                                   | 4 hab    | 41° 58′ 51″ N, 3° 12′ 05″ E / 41.980952537272°N,3.20127390685132°E 17 msnm  |           |                     | Modifica les dades a Wikidata |

## església
| imatge | Nom                       | Ubicat a | instància de | Detalls                      | coordenades                                                                            | Protecció                                  | Commons (més fotos)              | Dades a WD                    |
| ------ | ------------------------- | -------- | ------------ | ---------------------------- | -------------------------------------------------------------------------------------- | ------------------------------------------ | -------------------------------- | ----------------------------- |
|        | Sant Antoni de Pals       | Pals     | església     | Estil: arquitectura barroca  | 41° 59′ 50″ N, 3° 09′ 07″ E / 41.997161°N,3.151882°E                                   | bé integrant del patrimoni cultural català |                                  | Modifica les dades a Wikidata |
|        | Sant Pere de Pals         | Pals     | església     | Estil: arquitectura romànica | 41° 58′ 18″ N, 3° 08′ 37″ E / 41.971717°N,3.143702°E                                   | bé integrant del patrimoni cultural català | Església de Sant Pere de Pals    | Modifica les dades a Wikidata |
|        | església de Sant Fructuós | Pals     | església     |                              | 41° 58′ 42″ N, 3° 09′ 39″ E / 41.9782°N,3.16081°E ca:Sant Fruitós, plaça de l?església | bé integrant del patrimoni cultural català | Església de Sant Fructuós (Pals) | Modifica les dades a Wikidata |

## masia
| imatge | Nom                          | Ubicat a | instància de     | Detalls                                                      | coordenades                                                                                           | Protecció                                            | Commons (més fotos) | Dades a WD                    |
| ------ | ---------------------------- | -------- | ---------------- | ------------------------------------------------------------ | --- | ---------------------------------------------------- | ------------------- | ----------------------------- |
|        | Ca la Pruna                  | Pals     | masia casa forta |                                                              | 41° 58′ 14″ N, 3° 08′ 40″ E / 41.9705°N,3.14446°E                                                     | bé integrant del patrimoni cultural català           | Ca la Pruna (Pals)  | Modifica les dades a Wikidata |
|        | Cal Peixet                   | Pals     | masia            |                                                              | 41° 58′ 52″ N, 3° 09′ 59″ E / 41.9811523124724°N,3.16652167549117°E                                   |                                                      |                     | Modifica les dades a Wikidata |
|        | Cal Rector                   | Pals     | masia            |                                                              | 41° 57′ 50″ N, 3° 09′ 50″ E / 41.9638181999068°N,3.16388193656871°E                                   |                                                      |                     | Modifica les dades a Wikidata |
|        | Cal Rifà                     | Pals     | masia            |                                                              | 41° 57′ 58″ N, 3° 09′ 15″ E / 41.9661825476617°N,3.1540643733555°E                                    |                                                      |                     | Modifica les dades a Wikidata |
|        | Cal Triquet                  | Pals     | masia            |                                                              | 41° 58′ 16″ N, 3° 09′ 15″ E / 41.9710281115467°N,3.15410018761227°E                                   |                                                      |                     | Modifica les dades a Wikidata |
|        | Can Barceló                  | Pals     | masia            |                                                              | 41° 59′ 09″ N, 3° 09′ 11″ E / 41.9857733375659°N,3.15315790608416°E                                   |                                                      |                     | Modifica les dades a Wikidata |
|        | Can Barraca                  | Pals     | masia            |                                                              | 41° 58′ 28″ N, 3° 09′ 08″ E / 41.9745162559824°N,3.15218948065319°E                                   |                                                      |                     | Modifica les dades a Wikidata |
|        | Can Batista                  | Pals     | masia            |                                                              | 41° 58′ 29″ N, 3° 09′ 04″ E / 41.9747698142373°N,3.1511520682746°E                                    |                                                      |                     | Modifica les dades a Wikidata |
|        | Can Beselís                  | Pals     | masia            |                                                              | 41° 59′ 01″ N, 3° 09′ 50″ E / 41.9835159989239°N,3.16378758011938°E                                   |                                                      |                     | Modifica les dades a Wikidata |
|        | Can Blau                     | Pals     | masia            |                                                              | 41° 59′ 47″ N, 3° 10′ 48″ E / 41.9963981245326°N,3.18010848417562°E                                   |                                                      |                     | Modifica les dades a Wikidata |
|        | Can Bruguera Vell            | Pals     | masia            |                                                              | 41° 58′ 55″ N, 3° 09′ 45″ E / 41.9819326625398°N,3.16249189264749°E                                   |                                                      |                     | Modifica les dades a Wikidata |
|        | Can Caixa                    | Pals     | masia            |                                                              | 41° 59′ 08″ N, 3° 09′ 21″ E / 41.9855173641469°N,3.15597006469628°E                                   |                                                      |                     | Modifica les dades a Wikidata |
|        | Can Capellà                  | Pals     | masia            |                                                              | 41° 58′ 27″ N, 3° 08′ 54″ E / 41.9741971953659°N,3.14822981170362°E                                   |                                                      |                     | Modifica les dades a Wikidata |
|        | Can Claveguera               | Pals     | masia            |                                                              | 41° 58′ 40″ N, 3° 09′ 40″ E / 41.9778366039395°N,3.16108129784579°E                                   |                                                      |                     | Modifica les dades a Wikidata |
|        | Can Coromines                | Pals     | masia            |                                                              | 41° 59′ 15″ N, 3° 10′ 30″ E / 41.987457625752°N,3.1751286288393°E                                     |                                                      |                     | Modifica les dades a Wikidata |
|        | Can Dagues                   | Pals     | masia            |                                                              | 41° 58′ 31″ N, 3° 08′ 55″ E / 41.97525036786°N,3.14870298549316°E                                     |                                                      |                     | Modifica les dades a Wikidata |
|        | Can Girona                   | Pals     | masia            |                                                              | 41° 58′ 35″ N, 3° 09′ 42″ E / 41.9764396710399°N,3.16171750185925°E                                   |                                                      |                     | Modifica les dades a Wikidata |
|        | Can Jofre                    | Pals     | masia            |                                                              | 41° 59′ 19″ N, 3° 09′ 39″ E / 41.988624°N,3.160948°E                                                  | bé integrant del patrimoni cultural català           |                     | Modifica les dades a Wikidata |
|        | Can Magí                     | Pals     | masia            |                                                              | 41° 58′ 42″ N, 3° 09′ 30″ E / 41.9783089122326°N,3.15823382142827°E                                   |                                                      |                     | Modifica les dades a Wikidata |
|        | Can Mansió                   | Pals     | masia            |                                                              | 41° 59′ 51″ N, 3° 10′ 54″ E / 41.9975216705944°N,3.18156056218276°E                                   |                                                      |                     | Modifica les dades a Wikidata |
|        | Can Marcel·lo                | Pals     | masia            |                                                              | 41° 59′ 45″ N, 3° 11′ 06″ E / 41.9959401920733°N,3.1848884776196°E                                    |                                                      |                     | Modifica les dades a Wikidata |
|        | Can Mitjaire                 | Pals     | masia            |                                                              | 41° 58′ 43″ N, 3° 09′ 06″ E / 41.9785701369698°N,3.15153524563681°E                                   |                                                      |                     | Modifica les dades a Wikidata |
|        | Can Pagès                    | Pals     | masia            |                                                              | 41° 58′ 37″ N, 3° 09′ 39″ E / 41.9770084304138°N,3.16076538108192°E                                   |                                                      |                     | Modifica les dades a Wikidata |
|        | Can Patotxes                 | Pals     | masia            |                                                              | 41° 57′ 22″ N, 3° 09′ 36″ E / 41.9559876706128°N,3.16010922103237°E                                   |                                                      |                     | Modifica les dades a Wikidata |
|        | Can Pou de ses Garites       | Pals     | masia            |                                                              | 41° 58′ 14″ N, 3° 10′ 26″ E / 41.9706393876504°N,3.17401338637749°E ca:Barri de Puig, 31              |                                                      | Ses Garites (Pals)  | Modifica les dades a Wikidata |
|        | Can Rubèn                    | Pals     | masia            |                                                              | 41° 58′ 43″ N, 3° 09′ 11″ E / 41.978513934488°N,3.15316465158257°E                                    |                                                      |                     | Modifica les dades a Wikidata |
|        | Can Tifa                     | Pals     | masia            |                                                              | 41° 59′ 50″ N, 3° 11′ 06″ E / 41.9973360634947°N,3.18498911161715°E                                   |                                                      |                     | Modifica les dades a Wikidata |
|        | Can Xalet                    | Pals     | masia            |                                                              | 41° 58′ 36″ N, 3° 09′ 03″ E / 41.9766704766827°N,3.15096343751598°E                                   |                                                      |                     | Modifica les dades a Wikidata |
|        | Can Xerina                   | Pals     | masia            |                                                              | 41° 58′ 34″ N, 3° 09′ 36″ E / 41.9760818730787°N,3.1599543473555°E                                    |                                                      |                     | Modifica les dades a Wikidata |
|        | Mas Abril                    | Pals     | masia            |                                                              | 41° 58′ 21″ N, 3° 09′ 46″ E / 41.9724303037065°N,3.16269705962267°E                                   |                                                      |                     | Modifica les dades a Wikidata |
|        | Mas Bladó                    | Pals     | masia            |                                                              | 41° 58′ 11″ N, 3° 09′ 31″ E / 41.9696170553215°N,3.15851403365278°E                                   |                                                      |                     | Modifica les dades a Wikidata |
|        | Mas Cap d'Anyell             | Pals     | masia            | Estil: arquitectura gòtica                                   | 41° 58′ 58″ N, 3° 09′ 21″ E / 41.9829°N,3.15593°E ca:Camí de la Torre Pedrissa                        | bé integrant del patrimoni cultural català           |                     | Modifica les dades a Wikidata |
|        | Mas Caçà                     | Pals     | masia            |                                                              | 41° 58′ 20″ N, 3° 09′ 52″ E / 41.9722295423884°N,3.16453110867043°E                                   |                                                      |                     | Modifica les dades a Wikidata |
|        | Mas Corral                   | Pals     | masia            |                                                              | 41° 59′ 27″ N, 3° 10′ 12″ E / 41.9909372847523°N,3.17013285915753°E                                   |                                                      |                     | Modifica les dades a Wikidata |
|        | Mas Floris                   | Pals     | masia            |                                                              | 41° 58′ 14″ N, 3° 10′ 00″ E / 41.9705422653664°N,3.16662679955241°E                                   |                                                      |                     | Modifica les dades a Wikidata |
|        | Mas Garriguer                | Pals     | masia            |                                                              | 41° 59′ 28″ N, 3° 09′ 30″ E / 41.9909722726762°N,3.15826518018874°E                                   |                                                      |                     | Modifica les dades a Wikidata |
|        | Mas Gelabert                 | Pals     | masia            |                                                              | 42° 00′ 10″ N, 3° 09′ 58″ E / 42.0029129025039°N,3.16620406994076°E                                   |                                                      |                     | Modifica les dades a Wikidata |
|        | Mas Geli                     | Pals     | masia            |                                                              | 41° 59′ 36″ N, 3° 10′ 09″ E / 41.9933433249734°N,3.16928205081893°E                                   |                                                      |                     | Modifica les dades a Wikidata |
|        | Mas Grassot                  | Pals     | masia            |                                                              | 41° 59′ 24″ N, 3° 09′ 20″ E / 41.9900392612153°N,3.15557062627983°E                                   |                                                      |                     | Modifica les dades a Wikidata |
|        | Mas Moret                    | Pals     | masia            |                                                              | 41° 58′ 27″ N, 3° 08′ 43″ E / 41.9740839190128°N,3.14524830240207°E                                   |                                                      |                     | Modifica les dades a Wikidata |
|        | Mas Muscat                   | Pals     | masia            |                                                              | 41° 59′ 18″ N, 3° 09′ 17″ E / 41.9883111587178°N,3.15469719794118°E                                   |                                                      |                     | Modifica les dades a Wikidata |
|        | Mas Pericai                  | Pals     | masia            |                                                              | 41° 57′ 58″ N, 3° 09′ 09″ E / 41.9660495899945°N,3.15245896812582°E                                   |                                                      |                     | Modifica les dades a Wikidata |
|        | Mas Polo                     | Pals     | masia            |                                                              | 41° 58′ 32″ N, 3° 09′ 03″ E / 41.9754728586567°N,3.15075541776533°E                                   |                                                      |                     | Modifica les dades a Wikidata |
|        | Mas Pou                      | Pals     | masia            |                                                              | 41° 58′ 54″ N, 3° 09′ 05″ E / 41.9817496498463°N,3.15142207140231°E                                   |                                                      |                     | Modifica les dades a Wikidata |
|        | Mas Quermany                 | Pals     | masia            |                                                              | 41° 58′ 20″ N, 3° 09′ 12″ E / 41.97217753129°N,3.1533619382259°E                                      |                                                      |                     | Modifica les dades a Wikidata |
|        | Mas Roig                     | Pals     | masia            | Estil: gòtic tardà arquitectura popular 16th century         | 41° 58′ 52″ N, 3° 09′ 12″ E / 41.9811°N,3.15337°E ca:Ctra. Palafrugell a Torroella de Montgrí 11 msnm | bé integrant del patrimoni cultural català           | Mas Roig (Pals)     | Modifica les dades a Wikidata |
|        | Mas Salvi                    | Pals     | masia            |                                                              | 41° 58′ 01″ N, 3° 09′ 41″ E / 41.9670189594105°N,3.16150057849832°E                                   |                                                      |                     | Modifica les dades a Wikidata |
|        | Mas Sardó                    | Pals     | masia            |                                                              | 41° 59′ 17″ N, 3° 09′ 50″ E / 41.9881272158004°N,3.16393219682038°E                                   |                                                      |                     | Modifica les dades a Wikidata |
|        | Mas Solei                    | Pals     | masia            |                                                              | 41° 58′ 36″ N, 3° 08′ 37″ E / 41.9767609523262°N,3.14362489059515°E                                   |                                                      |                     | Modifica les dades a Wikidata |
|        | Mas Terrerol                 | Pals     | masia            |                                                              | 41° 58′ 29″ N, 3° 08′ 52″ E / 41.9746750784116°N,3.14782054195614°E                                   |                                                      |                     | Modifica les dades a Wikidata |
|        | Mas d'en Boera               | Pals     | masia            |                                                              | 41° 58′ 50″ N, 3° 08′ 51″ E / 41.9804396132195°N,3.14762866599838°E                                   |                                                      |                     | Modifica les dades a Wikidata |
|        | Mas d'en Pou de l'Espardenya | Pals     | masia            |                                                              | 41° 58′ 28″ N, 3° 10′ 17″ E / 41.9743270196639°N,3.17142840207464°E                                   |                                                      |                     | Modifica les dades a Wikidata |
|        | Mas de l'Estany              | Pals     | masia            |                                                              | 41° 59′ 29″ N, 3° 09′ 03″ E / 41.9912705608418°N,3.1507806154844°E                                    |                                                      |                     | Modifica les dades a Wikidata |
|        | Mas de la Font               | Pals     | masia            |                                                              | 41° 58′ 24″ N, 3° 08′ 59″ E / 41.9734655705787°N,3.14983338643436°E                                   |                                                      |                     | Modifica les dades a Wikidata |
|        | Mas del Puig                 | Pals     | masia            |                                                              | 41° 58′ 23″ N, 3° 08′ 36″ E / 41.9731495155331°N,3.14342366256497°E                                   |                                                      |                     | Modifica les dades a Wikidata |
|        | Mas dels Arenals             | Pals     | masia            |                                                              | 41° 59′ 45″ N, 3° 11′ 29″ E / 41.9957765545546°N,3.19131132926181°E                                   |                                                      |                     | Modifica les dades a Wikidata |
|        | Torre Canera                 | Pals     | masia            |                                                              | 41° 58′ 48″ N, 3° 09′ 16″ E / 41.9800973126182°N,3.15450832242166°E                                   |                                                      |                     | Modifica les dades a Wikidata |
|        | Torre d'en Deri              | Pals     | masia casa forta | Estil: arquitectura popular arquitectura gòtica 16th century | 41° 59′ 02″ N, 3° 09′ 19″ E / 41.9839°N,3.1554°E ca:Can Jofre 16 msnm                                 | bé d'interès cultural bé cultural d'interès nacional | Torre d'en Deri     | Modifica les dades a Wikidata |
|        | el Camp dels Ganivets        | Pals     | masia            |                                                              | 41° 58′ 58″ N, 3° 09′ 34″ E / 41.9827835874576°N,3.15942790366059°E                                   |                                                      |                     | Modifica les dades a Wikidata |
|        | la Torre                     | Pals     | masia casa forta |                                                              | 41° 59′ 41″ N, 3° 10′ 08″ E / 41.994833°N,3.168972°E                                                  | bé d'interès cultural bé cultural d'interès nacional |                     | Modifica les dades a Wikidata |

## muntanya
| imatge | Nom             | Ubicat a | instància de | Detalls | coordenades                                                            | Protecció | Commons (més fotos) | Dades a WD                    |
| ------ | --------------- | -------- | ------------ | ------- | ---------------------------------------------------------------------- | --------- | ------------------- | ----------------------------- |
|        | Puig Major      | Pals     | muntanya     |         | 41° 58′ 22″ N, 3° 11′ 40″ E / 41.9729°N,3.19449°E 171.3 msnm           |           |                     | Modifica les dades a Wikidata |
|        | Puig Pedrós     | Pals     | muntanya     |         | 41° 58′ 48″ N, 3° 11′ 28″ E / 41.98°N,3.19124°E 102.9 msnm             |           |                     | Modifica les dades a Wikidata |
|        | Puig d'en Pou   | Pals     | muntanya     |         | 41° 58′ 24″ N, 3° 10′ 29″ E / 41.97321944°N,3.17469722°E 173.3 msnm    |           |                     | Modifica les dades a Wikidata |
|        | Puig d'en Quim  | Pals     | muntanya     |         | 41° 58′ 14″ N, 3° 10′ 47″ E / 41.9705°N,3.17984°E 90.4 msnm            |           |                     | Modifica les dades a Wikidata |
|        | Puig dels Corbs | Pals     | muntanya     |         | 41° 58′ 21″ N, 3° 11′ 06″ E / 41.97251944°N,3.18511583°E 116.8 msnm    |           |                     | Modifica les dades a Wikidata |
|        | Quermany Gros   | Pals     | muntanya     |         | 41° 57′ 37″ N, 3° 10′ 12″ E / 41.9603145487°N,3.17009964673°E 228 msnm |           | Quermany Gros       | Modifica les dades a Wikidata |
|        | Quermany Petit  | Pals     | muntanya     |         | 41° 57′ 43″ N, 3° 09′ 24″ E / 41.9619°N,3.15676°E 114.4 msnm           |           |                     | Modifica les dades a Wikidata |
|        | puig Roig       | Pals     | muntanya     |         | 41° 58′ 30″ N, 3° 09′ 34″ E / 41.9751°N,3.15957°E 62.9 msnm            |           |                     | Modifica les dades a Wikidata |

## platja
| imatge | Nom            | Ubicat a   | instància de                  | Detalls                 | coordenades                                                        | Protecció             | Commons (més fotos) | Dades a WD                    |
| ------ | -------------- | ---------- | ----------------------------- | ----------------------- | ------------------------------------------------------------------ | --------------------- | ------------------- | ----------------------------- |
|        | el Racó        | Pals Begur | platja platja urbana          | Llarg: 1400m Ample: 70m | 39° 10′ 48″ N, 0° 14′ 05″ O / 39.180000000009°N,0.23459999963974°O |                       |                     | Modifica les dades a Wikidata |
|        | platja de Pals | Pals       | platja platja d'arena daurada | Llarg: 3500m Ample: 70m | 41° 59′ 32″ N, 3° 12′ 04″ E / 41.99232°N,3.2011°E                  | bé d'interès cultural | Platja de Pals      | Modifica les dades a Wikidata |

## torre de defensa
| imatge | Nom                  | Ubicat a | instància de     | Detalls                     | coordenades                                                                                            | Protecció                                            | Commons (més fotos) | Dades a WD                    |
| ------ | -------------------- | -------- | ---------------- | --------------------------- | --- | ---------------------------------------------------- | ------------------- | ----------------------------- |
|        | Torre Mora           | Pals     | torre de defensa | Estil: arquitectura popular | 41° 59′ 02″ N, 3° 12′ 07″ E / 41.9839°N,3.20194°E ca:Platja de Plas. Carrer del Golf-carrer de Llevant | bé d'interès cultural bé cultural d'interès nacional | Torre Mora, Pals    | Modifica les dades a Wikidata |
|        | Torre del Mas Tomasí | Pals     | torre de defensa |                             | 41° 58′ 50″ N, 3° 10′ 08″ E / 41.980575°N,3.168942°E ca:Masos de Pals. Av. del Mediterrani             | bé d'interès cultural bé cultural d'interès nacional | Mas Tomasí (Pals)   | Modifica les dades a Wikidata |

## zona humida
| imatge | Nom                     | Ubicat a         | instància de | Detalls                   | coordenades                                      | Protecció | Commons (més fotos)     | Dades a WD                    |
| ------ | ----------------------- | ---------------- | ------------ | ------------------------- | ------------------------------------------------ | --------- | ----------------------- | ----------------------------- |
|        | Estany de Pals          | Palau-sator Pals | zona humida  | Superfície: 83.14ha       | 41° 59′ 20″ N, 3° 08′ 43″ E / 41.989°N,3.14527°E |           |                         | Modifica les dades a Wikidata |
|        | Estanyets de Pals       | Pals             | zona humida  | Superfície: 4.72ha        | 41° 59′ 42″ N, 3° 09′ 43″ E / 41.9951°N,3.1619°E |           |                         | Modifica les dades a Wikidata |
|        | aiguamolls del Baix Ter | Pals             | zona humida  | 2010 Superfície: 231.05ha | 42° 01′ 31″ N, 3° 11′ 31″ E / 42.0252°N,3.192°E  |           | Aiguamolls del Baix Ter | Modifica les dades a Wikidata |
|        | basses d'en Coll        | Pals             | zona humida  | Superfície: 50.92ha       | 42° 00′ 13″ N, 3° 11′ 24″ E / 42.0035°N,3.1899°E |           | Les Basses d'en Coll    | Modifica les dades a Wikidata |

## Misc
| imatge | Nom                                                     | Ubicat a | instància de                                    | Detalls                                                          | coordenades | Protecció                                            | Commons (més fotos)                              | Dades a WD                    |
| ------ | ------------------------------------------------------- | --- | ----------------------------------------------- | ---------------------------------------------------------------- | --- | ---------------------------------------------------- | ------------------------------------------------ | ----------------------------- |
|        | Arkhé Hotel Boutique de Pals                            | Pals | hotel                                           |                                                                  | 41° 58′ 15″ N, 3° 08′ 44″ E / 41.97079°N,3.14559°E                                                                          |                                                      |                                                  | Modifica les dades a Wikidata |
|        | Carrer Major                                            | Pals | carrer                                          |                                                                  | 41° 58′ 18″ N, 3° 08′ 39″ E / 41.971578°N,3.14403°E                                                                         | bé integrant del patrimoni cultural català           | Carrer Major de Pals                             | Modifica les dades a Wikidata |
|        | Castell de Pals                                         | Pals | castell                                         |                                                                  | 41° 58′ 18″ N, 3° 08′ 40″ E / 41.971791°N,3.144455°E 53 msnm                                                                | bé d'interès cultural bé cultural d'interès nacional | Castell de Pals                                  | Modifica les dades a Wikidata |
|        | Granja Curante                                          | Pals | granja                                          |                                                                  | 41° 57′ 54″ N, 3° 08′ 29″ E / 41.9650910739326°N,3.14135400609097°E                                                         |                                                      |                                                  | Modifica les dades a Wikidata |
|        | Molí de Pals                                            | Pals | molí d'aigua                                    | Estil: arquitectura popular                                      | 41° 59′ 53″ N, 3° 09′ 04″ E / 41.9981°N,3.15103°E ca:Ctra de Pals a Torroella (C-31), km 334                                | bé integrant del patrimoni cultural català           | Molí de Pals                                     | Modifica les dades a Wikidata |
|        | Muralles de Pals                                        | Pals | muralla urbana                                  |                                                                  | 41° 58′ 18″ N, 3° 08′ 36″ E / 41.971722°N,3.143306°E ca:Passeig Arqueològic, carrer de la Muralla, passeig Dr Pi i Figueres | bé d'interès cultural bé cultural d'interès nacional | Muralles de Pals                                 | Modifica les dades a Wikidata |
|        | Parc natural del Montgrí, les Illes Medes i el Baix Ter | Torroella de Montgrí Bellcaire d'Empordà Ullà Pals l'Escala Fontanilles Palau-sator Alt Empordà Baix Empordà | àrea protegida                                  | 2010 Superfície: 6202.68 7819.89537ha                            | 42° 04′ 28″ N, 3° 09′ 44″ E / 42.074548°N,3.162208°E                                                                        |                                                      | Montgrí, Medes Islands and Baix Ter Natural Park | Modifica les dades a Wikidata |
|        | casa de la Vila                                         | Pals | casa consistorial                               | Estil: arquitectura gòtica arquitectura popular 15th century     | 41° 58′ 16″ N, 3° 08′ 42″ E / 41.971104°N,3.145103°E ca:Pl. Major 38 msnm                                                   | bé integrant del patrimoni cultural català           | Casa de la Vila de Pals                          | Modifica les dades a Wikidata |
|        | cova del Lladre                                         | Pals | cova                                            |                                                                  | 41° 58′ 34″ N, 3° 10′ 47″ E / 41.9761607421774°N,3.17970141672927°E                                                         |                                                      |                                                  | Modifica les dades a Wikidata |
|        | el Pedró                                                | Pals | centre històric                                 | Estil: arquitectura gòtica                                       | 41° 58′ 18″ N, 3° 08′ 37″ E / 41.9716°N,3.14352°E 46 msnm                                                                   | bé d'interès cultural bé cultural d'interès nacional | Barri del Pedró                                  | Modifica les dades a Wikidata |
|        | finestra de la casa al Carrer Major, 12                 | Pals | finestra                                        | Estil: gòtic tardà 15th century                                  | 41° 58′ 18″ N, 3° 08′ 39″ E / 41.971709°N,3.144048°E ca:C. Major, 12 49 msnm                                                | bé integrant del patrimoni cultural català           | Finestra de la casa al carrer Major, 12          | Modifica les dades a Wikidata |
|        | la Llevadora                                            | Pals | nucli de població                               |                                                                  | 41° 58′ 33″ N, 3° 08′ 55″ E / 41.975786515814°N,3.1485425841683°E                                                           |                                                      |                                                  | Modifica les dades a Wikidata |
|        | mar Mediterrània                                        | | mar interior mar mediterrani conca hidrogràfica | Superfície: 2500000km² Profunditat: 5267 1541m Volum: 3839000km³ | 38° N, 17° E / 38°N,17°E 0 msnm                                                                                             |                                                      | Mediterranean Sea                                | Modifica les dades a Wikidata |
|        | portal d'accés al carrer Major                          | Pals | porta de ciutat                                 | 18th century                                                     | 41° 58′ 16″ N, 3° 08′ 41″ E / 41.971154°N,3.144765°E ca:C. Major 38 msnm                                                    | bé integrant del patrimoni cultural català           | Portal del carrer Major                          | Modifica les dades a Wikidata |